# مجلة مواطن العمانية
 مجلة مواطن، مجلة إلكترونية دورية تهتم بأحداث المجتمع وقضايا المواطن في عمان والخليج والوطن العربي، وتتخذ من تنوع الأفكار، والمساحة الحرة في التعبير، وتبني الأقلام الجديدة، وقوة الطرح البنَّاء والمؤثر على المجتمع دفة للعمل. المجلة هي إحدى مشاريع شبكة مواطن الإعلامية ومقرها في المملكة المتحدة. صدرها منها حتى الآن إحدى وخمسون عددا وكل عدد يتناول ثيمة محددة. المجلة هي أول مشاريع شبكة مواطن الإعلامية التي تأسست في عمان. وتعتبر أول مجلة عمانية تصدر من المملكة المتحدة. 

## شبكة مواطن الإعلامية
شبكة مواطن الإعلامية هي مؤسسة مستقلة غير ربحية أسسها محمد الفزاري في عمان عام 2013. شبكة مواطن منصة إعلامية تنشر محتوى باللغة العربية حول مجموعة من القضايا التي تتعامل مع الديمقراطية والحقوق المدنية والسياسية والحقوق الاجتماعية والثقافية وحقوق النوع الاجتماعي والجنس وغيرها. «مواطن» تمثل أحد مشاريع الصحافة الحرة في المنطقة العربية. المواطنة، وقضايا الحقوق والحريات، وكل ما هو مسكوت عنه في العالم العربي، هو خط تحرير الشبكة ومشاريعها الإعلامية، مع نهج الصحافة التحليلية تحاول «مواطن» تجاوز الخطوط الحمراء.
عادت «مواطن» للنشر رسميًا في 3 مايو 2017 في اليوم العالمي لحرية الصحافة بعد تسجيلها في لندن. لكن في اليوم نفسه تم حجب الموقع في عمان، تلاه في بقية دول الخليج الأخرى، مما دفع الفريق إلى اتخاذ عدة إجراءات لتمكين المواطنين في عمان ومنطقة الخليج من تصفح الموقع بالتعاون مع مراسلون بلا حدود.

## المحتوى والأقسام في الشبكة
بالإضافة إلى نشرها لأكثر من ألف مقال صحفي مختلف منذ إطلاقها، أصدرت «مواطن» أيضًا واحد وخمسين عددًا كمجلة دورية حتى الآن  في فبراير 2016 أصدرت «مواطن» كتابها الأول بعنوان: «عمان: تحديات الحاضر ونتائج المستقبل». تضمن الكتاب مجموعة من الحوارات والمقالات حول القضايا السياسية والحقوقية المتعلقة بالشؤون الداخلية في عمان، ومنذ نشره حتى الآن، الكتاب ممنوع من التداول في عمان، لكنه متاح على الإنترنت. في نوفمبر 2020، نُشر الكتاب الثاني المطبوع تحت عنوان: «التحكم في المعلومات. . . دراسة عن النظام والصحافة في عمان».
ويوجد كذلك تحت مظلة شبكة مواطن أربعة برامج أخرى: «مركز مواطن للدراسات»  «مركز مواطن لحقوق الإنسان»  «بوكشمة» وهو مشروع صحلفي ساخر  و «مواطن كافيه»، وهو مشروع تفاعلي متخصص في تنظيم صالونات ثقافية ونشر البودكاست. 

## تاريخ المجلة
انطلقت فكرة تأسيس المجلة بسبب حاجة وجود إعلام حر ومستقل عن الدعم والتوجه الحكومي في سلطنة عمان يقوم برصد أحداث المجتمع ويهتم بقضايا المواطن بشكل موضوعي وناقد. أسس المجلة الكاتب والناشط السياسي العماني محمد الفزاري. وحسب ما جاء في مقدمة كتاب دراسات نشرته «مواطن» مطلع عام 2016 عن دار مسارات للنشر حمل عنوان: (عُمان.. تحديات الحاضر ومآلات المستقبل/ حوارات ومقالات): «استطاعت مواطن أن تناقش الكثير من القضايا المسكوت عنها على مستوى الإعلام العماني، ورفعت مستوى سقف حرية التعبير لمستوى عالي جدا مقارنة بالإعلام الحالي، مع الحرص بعدم مخالفة القوانين والأنظمة التي سنتها السلطة، والعمل بوضوعية وإتاحة الفرصة لجميع الأطياف المختلفة المكونة للمجتمع العماني في التعبير عن رأيها بصراحة.» «بيد، أن تلك الإنجازات لم تأتي من فراغ، حيث آمن فريق عمل المجلة أن الحقوق دائما تنتزع ولا تمنح ولهذا عمل على انتزاع حق حرية التعبير ومناقشة القضايا المسكوت عنها منذ انطلاقة المشروع مع تقديم الكثير من التضحيات، والمتابع للإعلام العماني بشكل عام ومجلة مواطن بشكل خاص، يعرف بعضها ويجهل جلها. ومن أهم تلك التضحيات مضايقات السلطة الأمنية المستمرة بأشكال وطرق عدة وغياب الدعم المالي حتى على مستوى الإعلان بشكل مطلق».

## المضايقات الأمنية
بسبب توجهات وسياسة تحري المجلة تم منع رئيس تحريرها من السفر وسحب وثائقه لمدة تجاوزت 8 أشهر.  في 17 من يوليو 2015 قرر رئيس تحريرها محمد الفزاري مغادرة عمان متوجها إلى المملكة المتحدة ليقيم فيها كلاجئ سياسي. استمرت المجلة في الإصدار حتى تاريخ 14 يناير/كانون الثاني 2015، عندما نشرت مجلة «مواطن» بياناً أعلنت فيه أنها ستتوقف عن الصدور حتى إشعار آخر بسبب «ظروف خارجة عن الإرادة أهمها ضمان سلامة كتاب وصحفيي مواطن.»
في 5 مايو 2017 أصدر مركز الخليج لحقوق الإنسان تقريرا منددا فيه بالخطوة التي قامت بها السلطات في عمان عندما حجبت موقع المجلة في يوم حرية الصحافة العالمي، وهو نفسه اليوم الذي اختاره فريق تحرير لتدشين المجلة من جديد تحت إدارة شركة مختلفة مقرها في لندن.

## أبواب المجلة
شهدت المجلة منذ صدورها تحديثات مستمرة في الموضوعات والأبواب بإضافة أبواب جديدة بحسب التطور والحاجة، وأهمها آراء وهي مقالات رأي بجانب قسم حوارات مختص بالمقابلات الحوارية مع شخصيات بارزة لها علاقة بثيمة العدد. 